# Acanthascus arcticus
Acanthascus arcticus är en svampdjursart som beskrevs av Brøndsted 1917. Acanthascus arcticus ingår i släktet Acanthascus och familjen Rossellidae. Inga underarter finns listade i Catalogue of Life.